# Belmont-lès-Darney
Belmont-lès-Darney là một xã, nằm ở tỉnh Vosges trong vùng Grand Est của Pháp. Xã này có diện tích 3,99 km², dân số năm 1999 là 113 người. Xã này nằm ở khu vực có độ cao từ 267–360 m trên mực nước biển.
Dân địa phương tiếng Pháp gọi là Belmontais.

## Biến động dân số
| 1962                                         | 1968 | 1975 | 1982 | 1990 | 1999 |
| -------------------------------------------- | ---- | ---- | ---- | ---- | ---- |
| 94                                           | 109  | 101  | 98   | 117  | 113  |
| Số liệu từ năm 1962: Dân số không tính trùng |      |      |      |      |      |